# Ixhuacán de los Reyes
Ixhuacán de los Reyes es una localidad del estado mexicano de Veracruz. Es cabecera del municipio de Ixhuacán de los Reyes.

## Demografía
| Censo | Población |
| ----- | --------- |
| 1900  | 1646      |
| 1910  | 1495      |
| 1921  | 1405      |
| 1930  | 1514      |
| 1940  | 1270      |
| 1950  | 1254      |
| 1960  | 1408      |
| 1970  | 1530      |
| 1980  | 1984      |
| 1990  | 2253      |
| 1995  | 2361      |
| 2000  | 2342      |
| 2005  | 2419      |
| 2010  | 2629      |
| 2020  | 2692      |